# 感覚統合療法
感覚統合療法（かんかくとうごうりょうほう）は、アメリカの作業療法士のエアーズ(Ayres,A.J.)がまとめたもので、LDや自閉症を含めた発達障害のある子等へのリハビリテーションの一つ。前庭系、体性感覚系（固有受容覚、触覚）での感覚情報処理が重視される。アメリカでは自然環境や動物とのかかわりなどが発達に重要な役割を持っているという考え方のもとに、自宅などに庭などを利用して感覚統合療法を実践している作業療法士もいる。

## 感覚統合と感覚統合障害

### 感覚統合
感覚統合とは、「生活の中で、さまざまな感覚器官を通じ、絶えず身体に入ってくる複数の感覚（五感・固有受容覚・前庭覚など）を正しく分類・整理し、取り入れる脳の機能」のことである。この機能により、その場その時に応じた感覚調整や集中が可能になり、周囲の状況の把握とそれをふまえた行動（自分の身体の把握・道具の使用、人とコミュニケーション　など）ができるようになる。

### 感覚統合障害
感覚統合に不全があると情緒面、対人面、学習面、言語面などに問題が起こる。
- 落ち着きがない/順番が待てない/強すぎる拘り
- 友達と上手く遊べない/ルールが理解できない
- 言語障害
- 特定の刺激への感覚過敏・感覚鈍麻
- スポーツが苦手/手先が不器用

近年、自閉症者らによって自らの感覚過敏、身体機能の障害（不器用）が語られ話題となっているが、感覚統合療法では、これらの問題を「感覚調整障害」、「行為機能障害」という枠組みにて整理し治療的介入の実践を積み重ねてきている。

## 評価・検査

### 日本版ミラー幼児発達スクリーニング検査(JMAP)
発達全般にわたる全26評価項目（感覚運動、言語、非言語的認知能力など）からなる就学前幼児（2歳9カ月～6歳2カ月）を対象とした発達スタリーニング検査。

### JSI-R（日本感覚インベントリー）
発達障害児に見られる感覚情報処理の問題（感覚統合障害）に関連すると考えられる行動を評価するための行動質問紙ツール。
日本版感覚統合検査　JPAN感覚処理・行為機能検査